# Александер Стін
Александер Стін (швед. Alexander Steen; нар. 1 березня 1984, Вінніпег) — шведський хокеїст, центральний нападник. Грав за збірну команду Швеції.

## Ігрова кар'єра
Народився в сім'ї Александера Стіна-старшого в Канаді та жив там до дванадцяти років. Хокеєм займався в Канаді, а після переїзду до Швеції і на новій батьківщині. Вихованець команди «Вестра Фрелунда». Виступав також за шведський МОДО. Має подвійне громадянство Канади та Швеції.
2002 року був обраний на драфті НХЛ під 24-м загальним номером командою «Торонто Мейпл-Ліфс». 
5 жовтня 2005 дебютував в НХЛ у складі «Торонто Мейпл-Ліфс». 4 січня 2007 відзначився першим хет-триком в матчі проти «Бостон Брюїнс». 24 листопада 2008 Стіна разом із Карло Колаяково обміняли на гравця Лі Стемпняка з «Сент-Луїс Блюз».
1 липня 2010 уклав чотирирічний контракт з «Блюз».
Під час локауту в сезоні 2012/13 знову захищав кольори шведського МОДО.
За підсумками жовтня 2013 став зіркою місяця закинувши 11 шайб та набравши 16 очок загалом. 18 грудня 2013 укладає трирічний контракт на суму $17.4 мільйона доларів.
23 вересня 2016 укладає новий п'ятирічний контракт з «блюзменами».
У фінальній серії 2019 року його клуб став переможцем Кубка Стенлі.

## На рівні збірних
У складі юніорської збірної Швеція провів вісім матчів.
У складі молодіжної збірної Швеція провів дванадцять матчів.
З 2007 року захищає кольори національної збірної Швеції в складі якої став срібни мпризером Олімпійських ігор 2014.

## Нагороди та досягнення
- Володар Кубка Стенлі в складі «Сент-Луїс Блюз» — 2019.

## Статистика

### Клубні виступи
| Сезон        | Клуб                 | Ліга         | Регулярний сезон | Регулярний сезон | Регулярний сезон | Регулярний сезон | Регулярний сезон | Плей-оф | Плей-оф | Плей-оф | Плей-оф | Плей-оф |
| Сезон        | Клуб                 | Ліга         | І                | Г                | П                | О                | ШХ               | І       | Г       | П       | О       | ШХ      |
| ------------ | -------------------- | ------------ | ---------------- | ---------------- | ---------------- | ---------------- | ---------------- | ------- | ------- | ------- | ------- | ------- |
| 2000–01      | «Вестра Фрелунда»    | J20          | 15               | 5                | 7                | 12               | 6                | 5       | 4       | 2       | 6       | 2       |
| 2001–02      | «Фрелунда»           | J20          | 25               | 22               | 18               | 40               | 49               | 2       | 1       | 1       | 2       | 2       |
| 2001–02      | «Фрелунда»           | Елітсерія    | 26               | 0                | 3                | 3                | 14               | 10      | 1       | 2       | 3       | 0       |
| 2002–03      | «Фрелунда»           | J20          | 2                | 0                | 2                | 2                | 0                | —       | —       | —       | —       | —       |
| 2002–03      | «Фрелунда»           | Елітсерія    | 45               | 5                | 10               | 15               | 18               | 16      | 2       | 3       | 5       | 4       |
| 2003–04      | «Фрелунда»           | Елітсерія    | 48               | 10               | 14               | 24               | 50               | 10      | 4       | 6       | 10      | 14      |
| 2004–05      | МОДО                 | Елітсерія    | 50               | 9                | 8                | 17               | 26               | 6       | 1       | 0       | 1       | 4       |
| 2005–06      | «Торонто Мейпл-Ліфс» | НХЛ          | 75               | 18               | 27               | 45               | 42               | —       | —       | —       | —       | —       |
| 2006–07      | «Торонто Мейпл-Ліфс» | НХЛ          | 82               | 15               | 20               | 35               | 26               | —       | —       | —       | —       | —       |
| 2007–08      | «Торонто Мейпл-Ліфс» | НХЛ          | 76               | 15               | 27               | 42               | 32               | —       | —       | —       | —       | —       |
| 2008–09      | «Торонто Мейпл-Ліфс» | НХЛ          | 20               | 2                | 2                | 4                | 6                | —       | —       | —       | —       | —       |
| 2008–09      | «Сент-Луїс Блюз»     | НХЛ          | 61               | 6                | 18               | 24               | 24               | 4       | 0       | 1       | 1       | 0       |
| 2009–10      | «Сент-Луїс Блюз»     | НХЛ          | 68               | 24               | 23               | 47               | 30               | —       | —       | —       | —       | —       |
| 2010–11      | «Сент-Луїс Блюз»     | НХЛ          | 72               | 20               | 31               | 51               | 26               | —       | —       | —       | —       | —       |
| 2011–12      | «Сент-Луїс Блюз»     | НХЛ          | 43               | 15               | 13               | 28               | 28               | 9       | 1       | 2       | 3       | 6       |
| 2012–13      | МОДО                 | ШХЛ          | 20               | 8                | 15               | 23               | 28               | —       | —       | —       | —       | —       |
| 2012–13      | «Сент-Луїс Блюз»     | НХЛ          | 40               | 8                | 19               | 27               | 14               | 6       | 3       | 0       | 3       | 6       |
| 2013–14      | «Сент-Луїс Блюз»     | НХЛ          | 68               | 33               | 29               | 62               | 46               | 6       | 1       | 2       | 3       | 6       |
| 2014–15      | «Сент-Луїс Блюз»     | НХЛ          | 74               | 24               | 40               | 64               | 33               | 6       | 1       | 3       | 4       | 2       |
| 2015–16      | «Сент-Луїс Блюз»     | НХЛ          | 67               | 17               | 35               | 52               | 48               | 20      | 4       | 6       | 10      | 30      |
| 2016–17      | «Сент-Луїс Блюз»     | НХЛ          | 76               | 16               | 35               | 51               | 53               | 10      | 3       | 4       | 7       | 4       |
| 2017–18      | «Сент-Луїс Блюз»     | НХЛ          | 76               | 15               | 31               | 46               | 20               | —       | —       | —       | —       | —       |
| 2018–19      | «Сент-Луїс Блюз»     | НХЛ          | 65               | 10               | 17               | 27               | 14               | —       | —       | —       | —       | —       |
| 2019–20      | «Сент-Луїс Блюз»     | НХЛ          | 55               | 7                | 10               | 17               | 12               | 4       | 0       | 0       | 0       | 6       |
| Усього в ШХЛ | Усього в ШХЛ         | Усього в ШХЛ | 189              | 32               | 50               | 82               | 136              | 42      | 8       | 11      | 19      | 22      |
| Усього в НХЛ | Усього в НХЛ         | Усього в НХЛ | 1,018            | 245              | 377              | 622              | 454              | 91      | 15      | 21      | 36      | 62      |

### Збірна
| Рік                | Команда            | Турнір             | Місце              | І  | Г | П | О  | ШХ |
| ------------------ | ------------------ | ------------------ | ------------------ | -- | - | - | -- | -- |
| 2002               | Швеція             | ЮЧС18              | 9-е                | 8  | 2 | 6 | 8  | 8  |
| 2003               | Швеція             | МЧС                | 8-е                | 6  | 4 | 2 | 6  | 6  |
| 2004               | Швеція             | МЧС                | 7-е                | 6  | 2 | 1 | 3  | 4  |
| 2007               | Швеція             | ЧС                 | 4-е                | 9  | 2 | 2 | 4  | 6  |
| 2014               | Швеція             | ОІ                 | 2                  | 6  | 1 | 3 | 4  | 4  |
| Молодіжна збірна   | Молодіжна збірна   | Молодіжна збірна   | Молодіжна збірна   | 20 | 8 | 9 | 17 | 18 |
| Національна збірна | Національна збірна | Національна збірна | Національна збірна | 15 | 3 | 5 | 8  | 10 |